# Paramita
Het begrip Pāramitā (Pāli en Sanskriet) of Parami (Pāli) wordt in de boeddhistische literatuur op drie manieren uitgelegd. Dhammapāla, een auteur uit de theravādaschool, sprak van de nobele, hoogstaande karaktereigenschappen van verlichte wezens. De Laṅkāvatārasoetra noemt de pāramitā’s ‘spirituele deugden die de weg wijzen op het pad naar verlicht inzicht’.

Pāramitā kan ook verwijzen naar de oefeningen die moeten worden uitgevoerd om een positieve karaktereigenschap tot in de perfectie onder de knie te krijgen. Śhāntideva noemde de pāramitā’s in zijn Bodhisattvacaryāvatāra ‘de zes bevrijdende activiteiten, verrichtingen, handelingen’.
De term pāramitā is afgeleid van het Sanskriet woord parama, wat ‘hoogste’, ‘volmaakte’ of ‘onovertroffen’ betekent. De Tibetanen vertaalden pāramitā met ‘pha rol tu phyin pa’ wat letterlijk ‘aankomen op de andere oever’ betekent. ‘Aankomen op de andere oever’ wil zeggen dat iemand saṃsāra, de wereld van verwarring en lijden, (deze oever) achter zich heeft gelaten en de wereld van verlicht inzicht, nirvana (de andere oever), heeft bereikt.

## Hinayana
In de vroegste boeddhistische teksten (die bijeen zijn gebracht in de Suttapitaka, de Majjhima Nikāya, de Digha Nikāya, Saṃyutta Nikāya en de Aṅguttara Nikāya) is maar één pad naar ontwaken (nibbana) te vinden; het Edele achtvoudige pad (Pāli: ariyāṭṭhaṅgikamagga, Sanskriet: āryāṣṭāṅgamārga). De verschillende pāramīs werden er wel in besproken, maar alleen los van elkaar, niet als een samenhangende reeks, die naar verlicht inzicht leidt.
Teksten die later zijn toegevoegd aan de Pāli-canon of Tipitaka zoals de Jataka’s, Apadāna’s, het Buddhavamsa, de Cariyāpiṭaka, de Petakopadesa en de post-canonieke commentaren, behandelen ze wel als een samenhangend pad. De stappen in de reeks worden vaak geïllustreerd met verhalen over de ontwikkeling van de Boeddha in de loop van zijn vorige levens. In elk van die levens vervolmaakte hij, volgens die verhalen, een van de parami’s.

## Mahayana
In het  Mahāyāna kwam de nadruk veel sterker te liggen op de pāramitā’s als basis voor de training. Het Mahāyāna wordt daarom soms wel het Pāramitāyāna genoemd. De pāramitā’s van het Mahāyāna corresponderen met de bhumi’s, de fases die een bodhisattva moet doorlopen op zijn weg naar volmaaktheid. In elk van die stadia beoefent de bodhisattva een van de pāramitā’s. 

## De paramita’s van het Hinayana
De hinayanascholen werkten een systeem uit van tien volmaaktheden (dasa pāramiyo). Ze worden o.m. opgesomd in de Buddhavaṃsa, het veertiende boek van de Khuddaka Nikāya:
- Vrijgevigheid, onbaatzuchtigheid (Pāli: dānaparami)

Mensen ondersteunen (āmiṣadāna) die dat nodig hebben, zonder er enige verwachting bij te koesteren, zonder er iets voor terug te verwachten of er iets mee te willen bereiken en zonder zichzelf een edelmoedig schenker of begunstiger te voelen.
De beoefening van dana wordt in het Hinayana vooral aangeprezen als therapie om mentale zwaktes als begeerte, gehechtheid en egoïsme te overwinnen.
- Deugdzaamheid, ethisch handelen, moreel besef, zelfbeheersing, juist gedrag (Pāli: śīlaparami)

Een eerlijk en integer leven leiden, nuttige en heilzame daden verrichten, andere wezens geen schade en leed berokkenen, d.w.z. ze niet doden, niet bestelen, niet tegen hen liegen, zich niet boven hen verheven voelen en niet op hen neerkijken, niet kwaadspreken, op eerlijke manier voorzien in het levensonderhoud (Sanskriet: samyagājīva; Pali: sammājīva), geen seksueel wangedrag en geen verdovende middelen gebruiken.
- Verzaken, afzien van zintuiglijke genoegens, ascese, loslaten, onthechten (Pāli: nekkhammaparami)

Wie het lijden in het cyclische bestaan (samsara) achter zich laat en het pad (marga) naar ontwaken opgaat, moet  een aantal zaken loslaten, zoals zintuiglijke genoegens, (seksuele) verlangens, oppervlakkig vermaak, gezinsleven, status, roem, e.d.. Maar ook identificaties en preoccupaties. Verzaking begint met de bewustwording dat het bestaan onbevredigend is.
- Inzicht, innerlijk weten (Pāli: paññaparami)

De aard van alle verschijnselen helder zien, d.w.z. zien dat ze ontstaan, een proces doorlopen en ten slotte weer verdwijnen. Het houdt in dat ze tijdelijk van aard zijn (anicca), dat ze op den duur onbevredigend zijn en lijden tot gevolg hebben (dukkha) en dat je persoonlijkheid niet duurzaam, onveranderlijk en onafhankelijk is (zelfloosheid: anatta), maar onophoudelijk  wordt geboren. Panna is geen intellectuele kennis, maar een diepgevoeld direct inzicht.
- Daadkracht, ijver, inzet, wilskracht, inspanning (Pāli: vīryaparami)

Boeddhistische teksten definiëren vīrya als de vechtersmentaliteit van iemand die zijn doel – ontwaken – duidelijk voor ogen heeft. Hij zet door totdat hij dat doel heeft bereikt, ondanks al de tegenslagen en desillusies die hij op zijn pad tegenkomt.
- Geduld, verdraagzaamheid, tolerantie, empathie, vergevingsgezindheid (Pāli: khantiparami)

1. Begripvol blijven als mensen je kwetsen, dwarsbomen, beledigen, voorliegen en ergeren. Hoon en vernederingen onverstoorbaar verdragen. Je geduld bewaren en niet woedend, met wrok en haatgevoelens reageren. Altijd van goede wil blijven.
2. Net zo moet je teleurstellingen, tegenslagen en onplezierige omstandigheden zonder klagen doorstaan.
- Eerlijkheid, waarachtigheid, waarheidsliefde (Pāli: saccaparami)

Eerlijk zijn, niet alleen tegen anderen maar ook tegen jezelf. Met oprecht gedrag kun je vijanden maken. Voor het beoefenen van de perfectie van waarachtigheid zijn dus moed en standvastigheid nodig.
- Vastbeslotenheid/vastberadenheid, volharding, doorzettingsvermogen, standvastigheid, (Pāli: adhiṭṭhānaparami)

Om de lange reis naar verlicht inzicht te volbrengen is een vaste wil nodig. Je moet onder alle omstandigheden gedecideerd blijven oefenen, net zolang totdat je alle volmaaktheden onder de knie hebt en je niet meer van de wijs laten brengen door de verlokkingen van saṃsāra.
- Liefdevolle, onmetelijke of onbegrensde vriendelijkheid, invoelingsvermogen (mettaparami)

Je hart openen voor andere levende wezens, onbaatzuchtige liefde, welwillendheid.
- Gelijkmoedigheid (Pāli: upekkhāparami)

Upekkhā is een staat van innerlijke rust, van geestelijke balans. Het is een neutraal gevoel, vrij van hartstochten, vrij van onverschilligheid, vrij van opwinding.
Je laat je niet meeslepen door je emoties en ondergaat de grilligheid van het bestaan onbewogen.
Gelijkmoedigheid is naar verluidt de moeilijkste van de tien perfecties. Om gelijkmoedig te blijven moet je je mentale processen onder controle hebben en geduld (khanti) hebben verwezenlijkt.
In de vroege teksten werd gelijkmoedigheid soms wel gebruikt als synoniem voor nibbana.

### De paramita’s van het Mahayana
In de geschriften van het Mahāyāna zoals de Prajnapāramitāsoetra’s, de Bodhisattvacaryāvatāra van Śhāntideva, de Drumakinnararajapariprccha-soetra, de Madhyamakāvatāra (Inleiding tot de Leer van het Midden) van Candrakīrti, de Suhṛllekha (Brief aan een vriend) van Nāgārjuna, de Lotussoetra (Sanskriet: Saddharmapuṇḍarīkasoetra), de Bhadrakalpikasoetra (Soetra over het gelukzalig tijdperk), de Saṃdhinirmocanasoetra (Soetra over het onthullen van de ware betekenis van de gedachten van de Boeddha) en de Subāhuparipṛcchāsoetra (De vragen van Subāhu), worden zes pāramitā’s vermeld:
- Vrijgevigheid, onbaatzuchtigheid (Sanskriet: dānapāramitā)

In het Hinayana ligt de nadruk bij het beoefenen van dana vooral op het overwinnen van de eigen hebzuchtige en egoïstische levenshouding. Het Mahayana legt het zwaartepunt veel meer op immateriële zaken zoals het geven van mentale steun, een luisterend oor, bescherming, genegenheid, verzorging, waardering, begrip, vriendelijkheid, medeleven, het delen van verdienste (punya) en het geven van onderricht (dharmadāna).
Onderricht geven wordt beschouwd als de beste van alle giften, omdat je anderen daarmee het middel geeft om te ontsnappen uit samsara.
- Deugdzaamheid, ethisch handelen, moreel besef  (Sanskriet: śīlapāramitā)
- Volmaakte wijsheid (Sanskriet: prajñāpāramitā)

In het Mahāyāna wordt met prajñāpāramitā het helder ervaren van leegte (Sanskriet: śūnyatā) bedoeld; het zien dat niet alleen het ‘zelf’, maar geen enkel verschijnsel een eigen onveranderlijke, onafhankelijke natuur bezit.
- Geduld, verdraagzaamheid, tolerantie (Sanskriet: kṣāntipāramitā)

Je niet van de wijs laten brengen door kwaadaardige mensen, hun beledigingen en hoon volhardend doorstaan. Je innerlijke rust bewaren als de dingen niet zo gaan als je graag zou willen. Je beheersen bij tegenslagen, teleurstellingen en lijden.
- Inspanning, energie, vreugdevolle inzet, enthousiasme, wilskracht, daadkracht, ijver (Sanskriet: vīryapāramitā)

Je volledig inzetten, volhouden, onvermoeibaar blijven streven naar progressie. Luiheid (Sanskriet: kausidya, Pali: kusita), traagheid (Sanskriet: styana, Pali: thina), lethargie  (middha) en gemakzucht overwinnen. Zonder virya zul je nooit vooruitgang boeken op het pad.
- Geconcentreerde geest, meditatieve absorptie (Sanskriet: dhyānapāramitā)

De geest helder en stabiel maken door je aandacht volledig op een meditatie-object gericht te houden. Zonder geconcentreerde geest kun je geen wijsheid ontwikkelen.
Andere Mahāyānasoetra’s, zoals de Avataṃsakasoetra, de Mahāratnakūṭasoetra, de Laṅkāvatārasoetra, de Śūraṃgamasoetra en de Daśabhūmikasoetra voegden hier nog vier volmaaktheden aan toe. 
De eerste zes perfecties dien je te beoefenen om je eigen geest  te vervolmaken, de laatste vier zijn bedoeld om andere levende wezens te bevrijden uit saṃsāra: 
- Tactisch handelen, de juiste methode toepassen (Sanskriet: upayapāramitā)

Een bedrevenheid van een bodhisattva om de vorm van zijn onderricht af te stemmen op het perspectief en de graad van ontwikkeling van zijn toehoorders. Ongeschoolde en bijgelovige mensen probeert hij het pad naar ontwaken te wijzen met eenvoudige leringen en volksverhalen vol wonderen, aan gevorderden op het pad geeft hij gedegen filosofische analyses.
Om vaardig te kunnen handelen moet een bodhisattva eerst onuitputtelijk geduld, inlevingsvermogen en aanpassingsvermogen ontwikkelen.
- Gelofte (Sanskriet: pranidhanapāramitā)

D.w.z. de bodhisattvagelofte (bodhisattva samvara) om alle levende wezens te redden uit de ellende in saṃsāra en hen op weg te helpen naar verlicht inzicht.
- Spirituele kracht, potentie (Sanskriet: balapāramitā)
- Kennis, weten (Sanskriet: jnanapāramitā)

Voor jnana dien je de karakteristieken en wetmatigheden van alle dharma’s te kennen. Jnana is het resultaat van mediteren en studeren.
Jnana is een component van prajna (wijsheid).
De Bhadrakalpikasoetra deed er nog een schepje bovenop. De Boeddha legt in dit werk, ‘Het ontsluieren van de weg van alle verschijnselen’ uit, een meditatie waarmee een bodhisattva 2100 perfecties kan verwerven.